# Bohumil Bečka
Bohumil Bečka (26. května 1853 Písek – 25. června 1908 Královské Vinohrady) byl český astronom a pedagog matematiky a fyziky.

## Život
Studoval gymnázium v Písku a Jičíně, poté navštěvoval přednášky na pražské univerzitě. Ještě během studia se stal asistentem pražské hvězdárny (1876–1883), kde se většinou věnoval výpočtům drah asteroidů. Doktorát získal za práci O mnohonásobných bodech a tangentách křivek. Po zřízení české univerzity se v roce 1883 habilitoval pro astronomii na filozofické fakultě. Později působil jako profesor matematiky a fyziky na středních školách, od roku 1892 na gymnáziu v Táboře. Je autorem knihy Astronomie (Praha 1877).
Dne 4. září 1897 se ve Veselí nad Lužnicí oženil s Marií, rozenou Knotkovou (1870–??), manželství bylo bezdětné.